# Altolamprologus calvus
Espèce
Statut de conservation UICN

 NT  : Quasi menacé
Altolamprologus calvus est une espèce de poisson appartenant à la famille des cichlidae et à l'ordre des Cichliformes. C'est une espèce endémique du lac Tanganyika en Afrique.

## Dimorphisme
Il existe un dimorphisme touchant notamment la taille des individus, les mâles étant nettement plus grand a maturités que les femelles.